# Yukos

Yukos (ЮКОС; svensk transkription: Jukos) var ett ryskt oljebolag som tidvis stod för omkring 20% av Rysslands oljeproduktion. 
Bolaget ägdes tidigare av Michail Chodorkovskij, som den 25 oktober 2003 blev arresterad av de ryska myndigheterna, anklagad på svaga grunder för skattebrott.[källa behövs] Företaget anklagades för att ha undanhållit motsvarande 7 miljarder rubel och såldes 2004 på tvångsauktion till Gazprom.[källa behövs]
Namnet kommer av Juganskneftegaz (Юганскнефтегаз; "Jugansk", "olja", "gas") och Kujbysjevnefteorgsintez (Куйбышевнефтеоргсинтез; "Kujbysjev", "olja", "organisk syntes").

## Källa
- Saunders, Robert A.; Strukov Vlad (2010) (på engelska). Historical dictionary of the Russian Federation [Elektronisk resurs]. Historical dictionaries of Europe ; 78. Lanham, Md.: Scarecrow Press. Libris 12078858. ISBN 9780810874602